# Baie de la Mouche
La baie de la Mouche forme une échancrure dans la partie sud-ouest de la Grande Terre, l'île principale de l'archipel des Kerguelen.

## Géographie

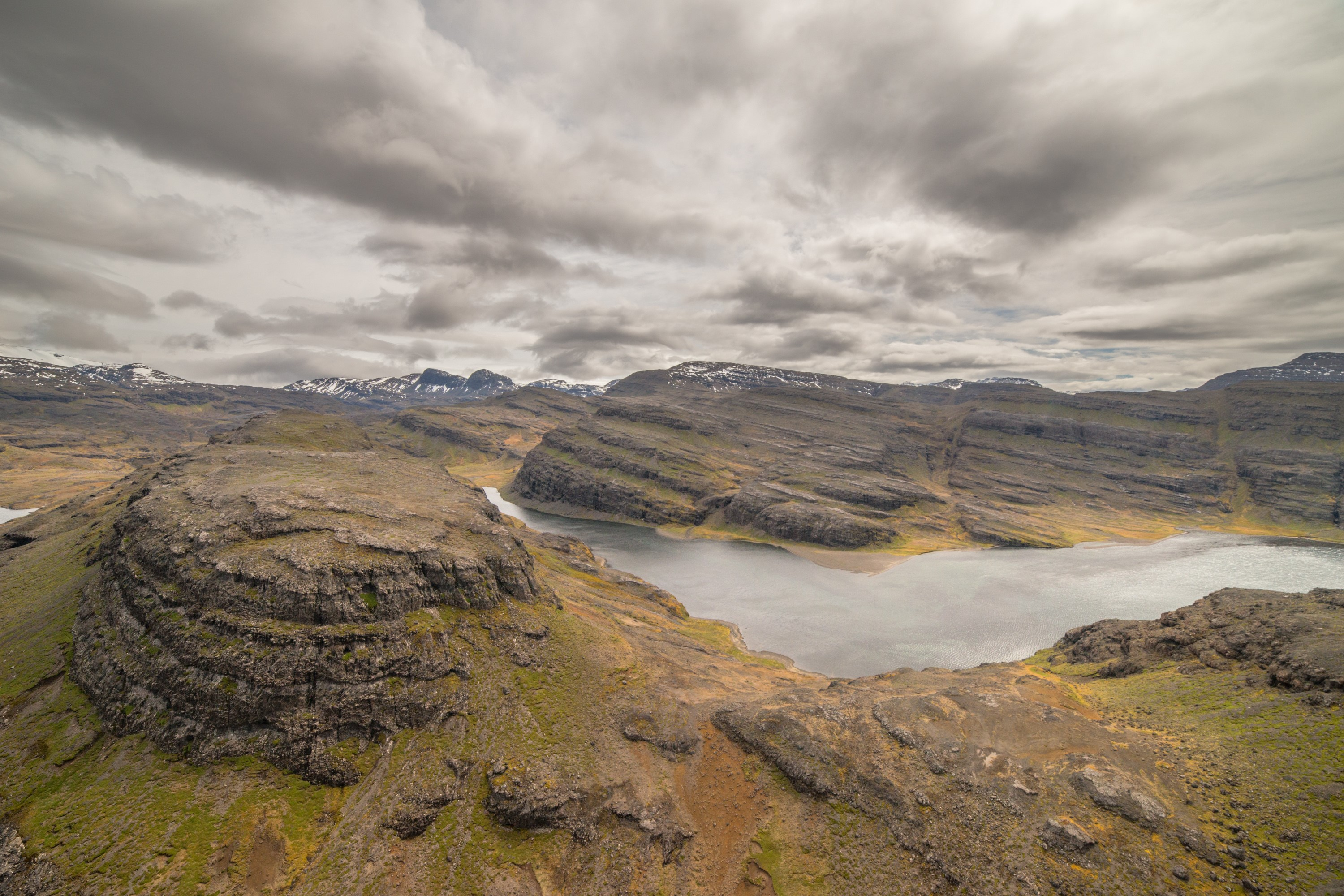
Baie de la Mouche.

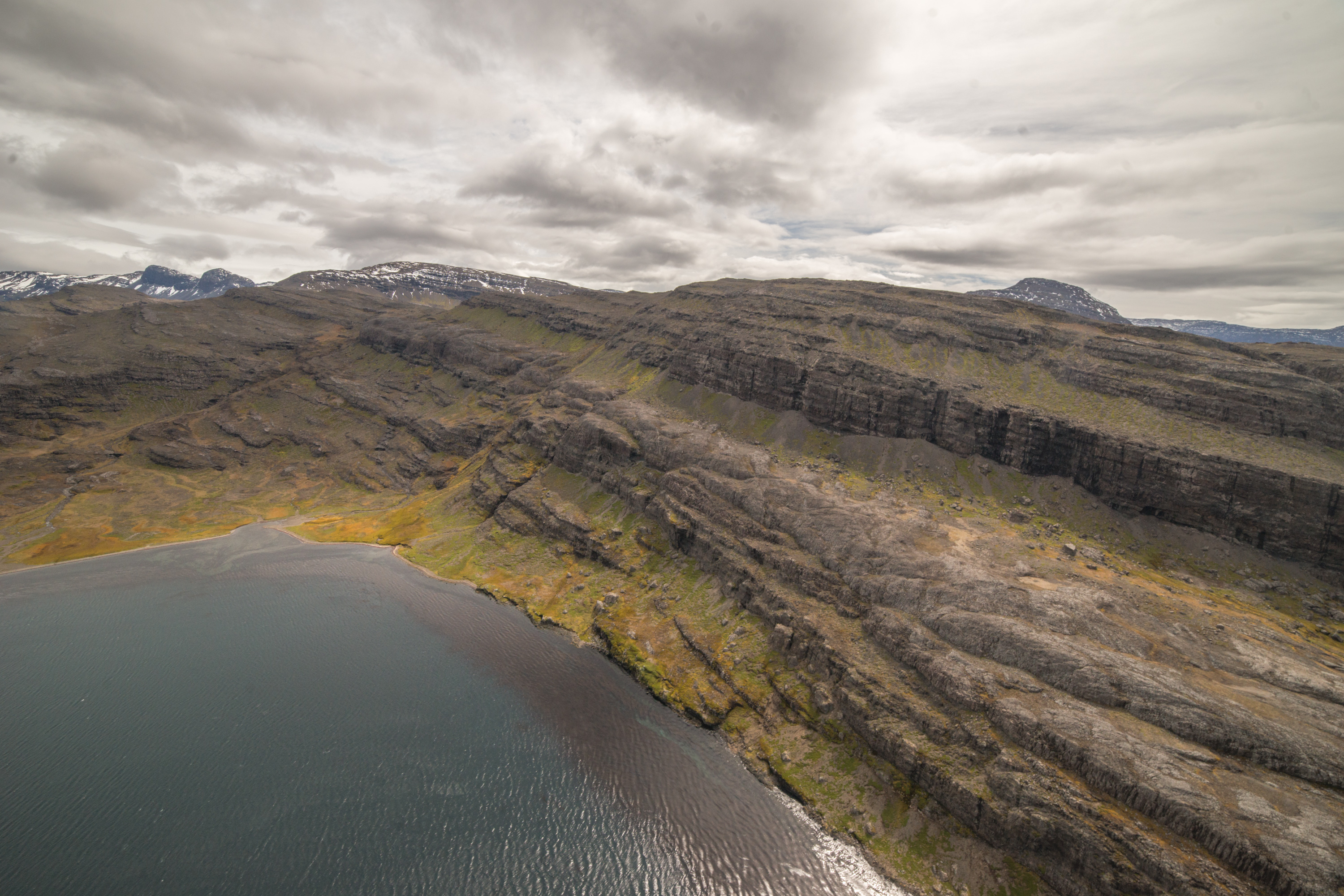
Fond de la baie de la Mouche.

La baie de la Mouche sépare la péninsule Rallier du Baty (à l'ouest) de la presqu'île d'Entrecasteaux (à l'est). Elle pénètre à l'intérieur des terres d'environ douze kilomètres selon un axe approximativement nord-sud, sur une largeur qui varie de 1 300 à 1 800 mètres. Sa profondeur varie de 17 mètres à son entrée, au nord-ouest de la baie d'Audierne, jusqu'à plus de 80 mètres. Son entrée est marquée à l'est par le cap de Ben Edra et les rochers Joualt et à l'est par le mont Léon-Luthaud (823 m) dont les flancs abrupts se jettent dans la baie. Au fond de la baie se trouve l'îlot aux Cormorans long d'environ 1 000 mètres. Des rivières et ruisseaux de la péninsule Rallier du Baty s'écoulent dans la baie, suivant les vallées des Contacts et de la Mouche. La vallée de Larmor s'ouvre juste devant l'entrée de la baie.

## Histoire et toponymie
La baie de la Mouche tient son nom de La Mouche qui était la chaloupe de l'un des deux bateaux de l'expédition de Kerguelen, le Gros Ventre. C'est à bord de cette chaloupe que se fait le premier débarquement sur l'île le 13 février 1772 sur la plage de la Possession dans l'anse du Gros Ventre – sur la côte méridionale et non dans la baie de la Mouche située environ 20 km à l'est – sous le commandement de l'enseigne de vaisseau Charles du Boisguehenneuc qui réalise la prise de possession de l'archipel au nom du roi de France. La chaloupe, trop lourde pour être rembarquée sur le Gros Ventre, est abandonnée au large de l'entrée de l'anse.